# リンゴを持つ青年
『リンゴを持つ青年』（リンゴをもつせいねん、伊: Ritratto di giovane con pomo, 英: Young Man with an Apple）は、盛期ルネサンスのイタリアの巨匠ラファエロ・サンツィオが1504年に制作した絵画である。油彩。ラファエロの初期の肖像画の1つで、ウルビーノ公爵家のコレクションに由来し、後にメディチ家のコレクションに加わった。一説によるとローマ教皇ユリウス2世の甥で、ウルビーノ公グイドバルド・ダ・モンテフェルトロの養子となったフランチェスコ・マリーア1世・デッラ・ローヴェレを描いたものと考えられている。もともとはフランチェスコ・フランチャの作品と考えられていたが、20世紀初頭に美術史家ゲオルク・グロナウによってラファエロに帰属されて以来、ラファエロの作品としてほぼ異論なく認められている。現在はフィレンツェのウフィツィ美術館に所蔵されている。

## 作品
本作品はなだらかに広がる風景を前に4分の3正面で描かれた青年の半身像である。彼は頭に赤いベレー帽を被り、白いシャツとウールのベストの上にロボーネ（robone）と呼ばれる16世紀に流行した上着を着こんでいる。ロボーネは金の格子模様が施され、テンの毛皮が裏打ちされている。青年の目はやや突き出て、鼻は細くまっすぐであり、唇は薄く、あごにはくぼみがあり、鋭さのある顔つきは長く真っ直ぐな黒髪で縁取られている。またその表情は穏やかでありながら、深く強烈な視線を鑑賞者の側に向けて投げかけている。しかし鑑賞者と直接視線を合わせることを避けるかのようにわずかに横にそらせている。その瞳にはハイライトが入っている。
描かれた人物が誰であるかについては、絵画がメディチ家にもたらされたときにはすでに分からなくなっていた。有力な説の1つは後にウルビーノ公となる、当時14歳のフランチェスコ・マリーア1世・デッラ・ローヴェレを描いたとするものである。
この人物はウルビーノ公グイドバルドの姉ジョヴァンナ・ダ・モンテフェルトロとセニガリア領主ジョヴァンニ・デッラ・ローヴェレの息子で、叔父にあたるジュリアーノ・デッラ・ローヴェレがローマ教皇ユリウス2世として即位すると、教皇の強い意向でグイドバルドとエリザベッタ・ゴンザーガの養子となり、1504年9月15にウルビーノ公国の後継者として指名された。肖像画はおそらくこのときに制作された。であるならば、青年が手にした黄金のリンゴはこの出来事を象徴するかもしれない。一方、リーツマン（Lietzmann）やルイーザ・ベケルッチ（Luisa Becherucci）などの一部の研究者はグイドバルドの肖像画と考えている。
本作品に見る人物像のデッサンや色彩表現は、ラファエロが修行時代にウルビーノで学んだ表現に依拠しつつフィレンツェ絵画の洗練された表現を取り込んでいた、フィレンツェに移って間もない頃の様式を明確に示している。それは同時にグイドバルドとエリザベッタ・ゴンザーガの肖像画に見る厳粛な正面像から、より複雑な人物像への発展を示している。
　ユリウス2世とウルビーノ公爵家との関係図
|  |  |                       |                       |                       |                       |                       |                       |  |  |                                  |                                  |                                  |                                  |                                                 |                                  |  |  |                                    |                                    |                                    |                                    | ウルビーノ公爵フェデリーコ・ダ・モンテフェルトロ | ウルビーノ公爵フェデリーコ・ダ・モンテフェルトロ | ウルビーノ公爵フェデリーコ・ダ・モンテフェルトロ | ウルビーノ公爵フェデリーコ・ダ・モンテフェルトロ | ウルビーノ公爵フェデリーコ・ダ・モンテフェルトロ | ウルビーノ公爵フェデリーコ・ダ・モンテフェルトロ |                                    |                                    |                                    |                                    |  |  | マントヴァ侯フェデリーコ1世・ゴンザーガ | マントヴァ侯フェデリーコ1世・ゴンザーガ | マントヴァ侯フェデリーコ1世・ゴンザーガ | マントヴァ侯フェデリーコ1世・ゴンザーガ | マントヴァ侯フェデリーコ1世・ゴンザーガ | マントヴァ侯フェデリーコ1世・ゴンザーガ |  |  |  |  |  |  |  |  |  |  |
|  |  |                       |                       |                       |                       |                       |                       |  |  |                                  |                                  |                                  |                                  |                                                 |                                  |  |  |                                    |                                    |                                    |                                    | ウルビーノ公爵フェデリーコ・ダ・モンテフェルトロ | ウルビーノ公爵フェデリーコ・ダ・モンテフェルトロ | ウルビーノ公爵フェデリーコ・ダ・モンテフェルトロ | ウルビーノ公爵フェデリーコ・ダ・モンテフェルトロ | ウルビーノ公爵フェデリーコ・ダ・モンテフェルトロ | ウルビーノ公爵フェデリーコ・ダ・モンテフェルトロ |                                    |                                    |                                    |                                    |  |  | マントヴァ侯フェデリーコ1世・ゴンザーガ | マントヴァ侯フェデリーコ1世・ゴンザーガ | マントヴァ侯フェデリーコ1世・ゴンザーガ | マントヴァ侯フェデリーコ1世・ゴンザーガ | マントヴァ侯フェデリーコ1世・ゴンザーガ | マントヴァ侯フェデリーコ1世・ゴンザーガ |  |  |  |  |  |  |  |  |  |  |
|  |  |                       |                       |                       |                       |                       |                       |  |  |                                  |                                  |                                  |                                  |                                                 |                                  |  |  |                                    |                                    |                                    |                                    |                                                  |                                                  |                                                  |                                                  |                                                  |                                                  |                                    |                                    |                                    |                                    |  |  |                                         |                                         |                                         |                                         |                                         |                                         |  |  |  |  |  |  |  |  |  |  |
|  |  | ローマ教皇ユリウス2世 | ローマ教皇ユリウス2世 | ローマ教皇ユリウス2世 | ローマ教皇ユリウス2世 | ローマ教皇ユリウス2世 | ローマ教皇ユリウス2世 |  |  | ジョヴァンニ・デッラ・ローヴェレ | ジョヴァンニ・デッラ・ローヴェレ | ジョヴァンニ・デッラ・ローヴェレ | ジョヴァンニ・デッラ・ローヴェレ | ジョヴァンニ・デッラ・ローヴェレ                | ジョヴァンニ・デッラ・ローヴェレ |  |  | ジョヴァンナ・ダ・モンテフェルトロ | ジョヴァンナ・ダ・モンテフェルトロ | ジョヴァンナ・ダ・モンテフェルトロ | ジョヴァンナ・ダ・モンテフェルトロ | ジョヴァンナ・ダ・モンテフェルトロ               | ジョヴァンナ・ダ・モンテフェルトロ               |                                                  |                                                  | グイドバルド・ダ・モンテフェルトロ               | グイドバルド・ダ・モンテフェルトロ               | グイドバルド・ダ・モンテフェルトロ | グイドバルド・ダ・モンテフェルトロ | グイドバルド・ダ・モンテフェルトロ | グイドバルド・ダ・モンテフェルトロ |  |  | エリザベッタ・ゴンザーガ                | エリザベッタ・ゴンザーガ                | エリザベッタ・ゴンザーガ                | エリザベッタ・ゴンザーガ                | エリザベッタ・ゴンザーガ                | エリザベッタ・ゴンザーガ                |  |  |  |  |  |  |  |  |  |  |
|  |  | ローマ教皇ユリウス2世 | ローマ教皇ユリウス2世 | ローマ教皇ユリウス2世 | ローマ教皇ユリウス2世 | ローマ教皇ユリウス2世 | ローマ教皇ユリウス2世 |  |  | ジョヴァンニ・デッラ・ローヴェレ | ジョヴァンニ・デッラ・ローヴェレ | ジョヴァンニ・デッラ・ローヴェレ | ジョヴァンニ・デッラ・ローヴェレ | ジョヴァンニ・デッラ・ローヴェレ                | ジョヴァンニ・デッラ・ローヴェレ |  |  | ジョヴァンナ・ダ・モンテフェルトロ | ジョヴァンナ・ダ・モンテフェルトロ | ジョヴァンナ・ダ・モンテフェルトロ | ジョヴァンナ・ダ・モンテフェルトロ | ジョヴァンナ・ダ・モンテフェルトロ               | ジョヴァンナ・ダ・モンテフェルトロ               |                                                  |                                                  | グイドバルド・ダ・モンテフェルトロ               | グイドバルド・ダ・モンテフェルトロ               | グイドバルド・ダ・モンテフェルトロ | グイドバルド・ダ・モンテフェルトロ | グイドバルド・ダ・モンテフェルトロ | グイドバルド・ダ・モンテフェルトロ |  |  | エリザベッタ・ゴンザーガ                | エリザベッタ・ゴンザーガ                | エリザベッタ・ゴンザーガ                | エリザベッタ・ゴンザーガ                | エリザベッタ・ゴンザーガ                | エリザベッタ・ゴンザーガ                |  |  |  |  |  |  |  |  |  |  |
|  |  |                       |                       |                       |                       |                       |                       |  |  |                                  |                                  |                                  |                                  |                                                 |                                  |  |  |                                    |                                    |                                    |                                    |                                                  |                                                  |                                                  |                                                  |                                                  |                                                  |                                    |                                    |                                    |                                    |  |  |                                         |                                         |                                         |                                         |                                         |                                         |  |  |  |  |  |  |  |  |  |  |
|  |  |                       |                       |                       |                       |                       |                       |  |  |                                  |                                  |                                  |                                  | フランチェスコ・マリーア1世・デッラ・ローヴェレ |                                  |  |  |                                    |                                    |                                    |                                    |                                                  |                                                  |                                                  |                                                  |                                                  |                                                  |                                    |                                    |                                    |                                    |  |  |                                         |                                         |                                         |                                         |                                         |                                         |  |  |  |  |  |  |  |  |  |  |
|  |  |                       |                       |                       |                       |                       |                       |  |  |                                  |                                  |                                  |                                  |                                                 |                                  |  |  |                                    |                                    |                                    |                                    |                                                  |                                                  |                                                  |                                                  |                                                  |                                                  |                                    |                                    |                                    |                                    |  |  |                                         |                                         |                                         |                                         |                                         |                                         |  |  |  |  |  |  |  |  |  |  |

## 来歴

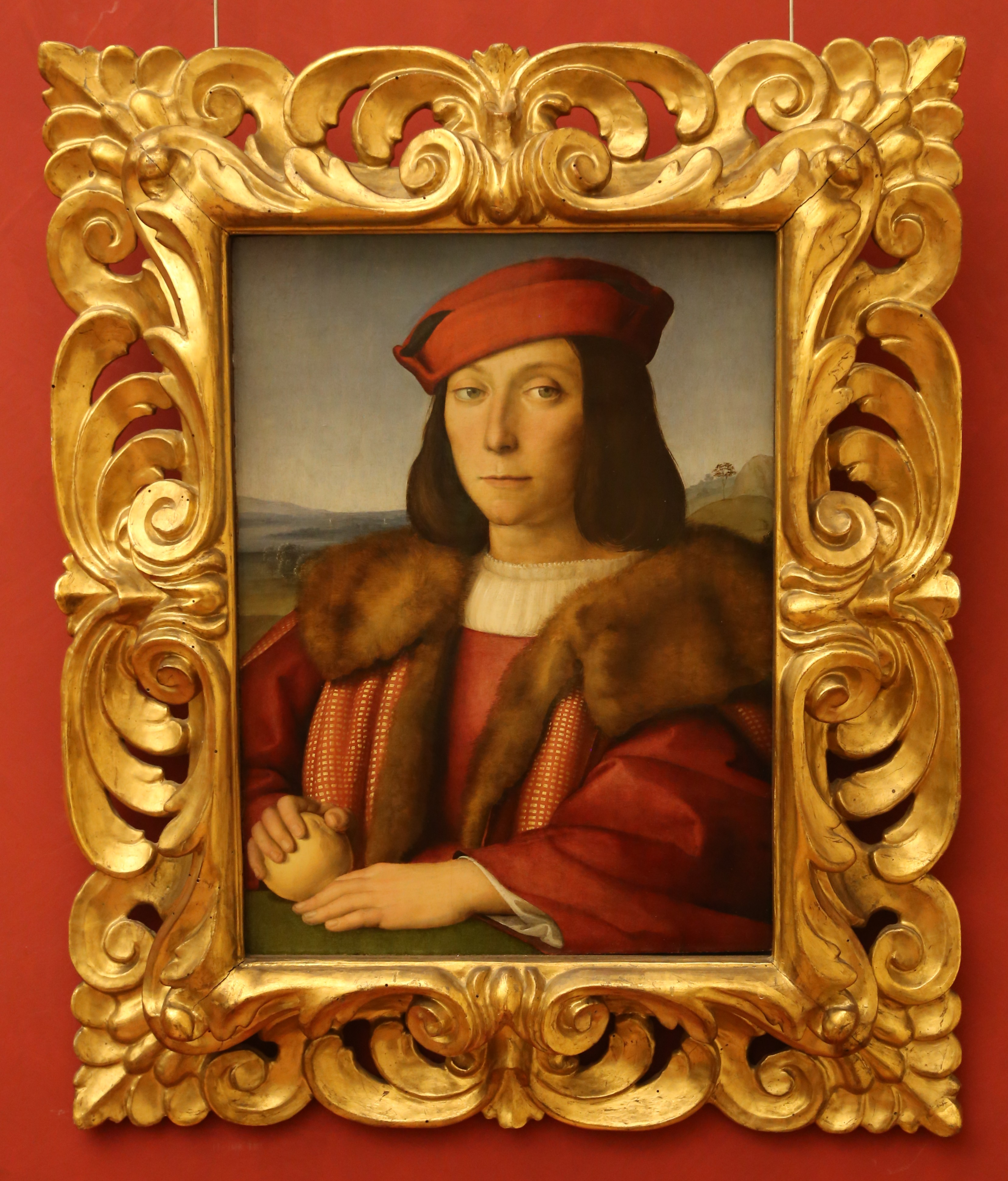
額縁。

絵画はウルビーノ公爵のコレクションに含まれており、1631年のインベントリに記録された。この年にデッラ・ローヴェレ家の最後の子孫で、遺産の相続者であったヴィットーリア・デッラ・ローヴェレ（1622年-1694年）がトスカーナ大公フェルディナンド2世・デ・メディチと結婚したことで、絵画はメディチ家にもたらされたと考えられている。その後、フィレンツェのすぐ南のアルチェトリにあったメディチ家の別荘ヴィラ・デル・ポッジョ・インペリアーレのインベントリに記載されたが、制作者の名前は記されていない。1793年から1928年までピッティ宮殿に所蔵されたが、ナポレオン・ボナパルトから逃れるために一時的にパレルモ（1797年-1803年）に移された。